# Psychocidaridae
Famille
Les Psychocidaridae constituent une famille d'oursins de l'ordre des Cidaroida.

## Caractéristiques

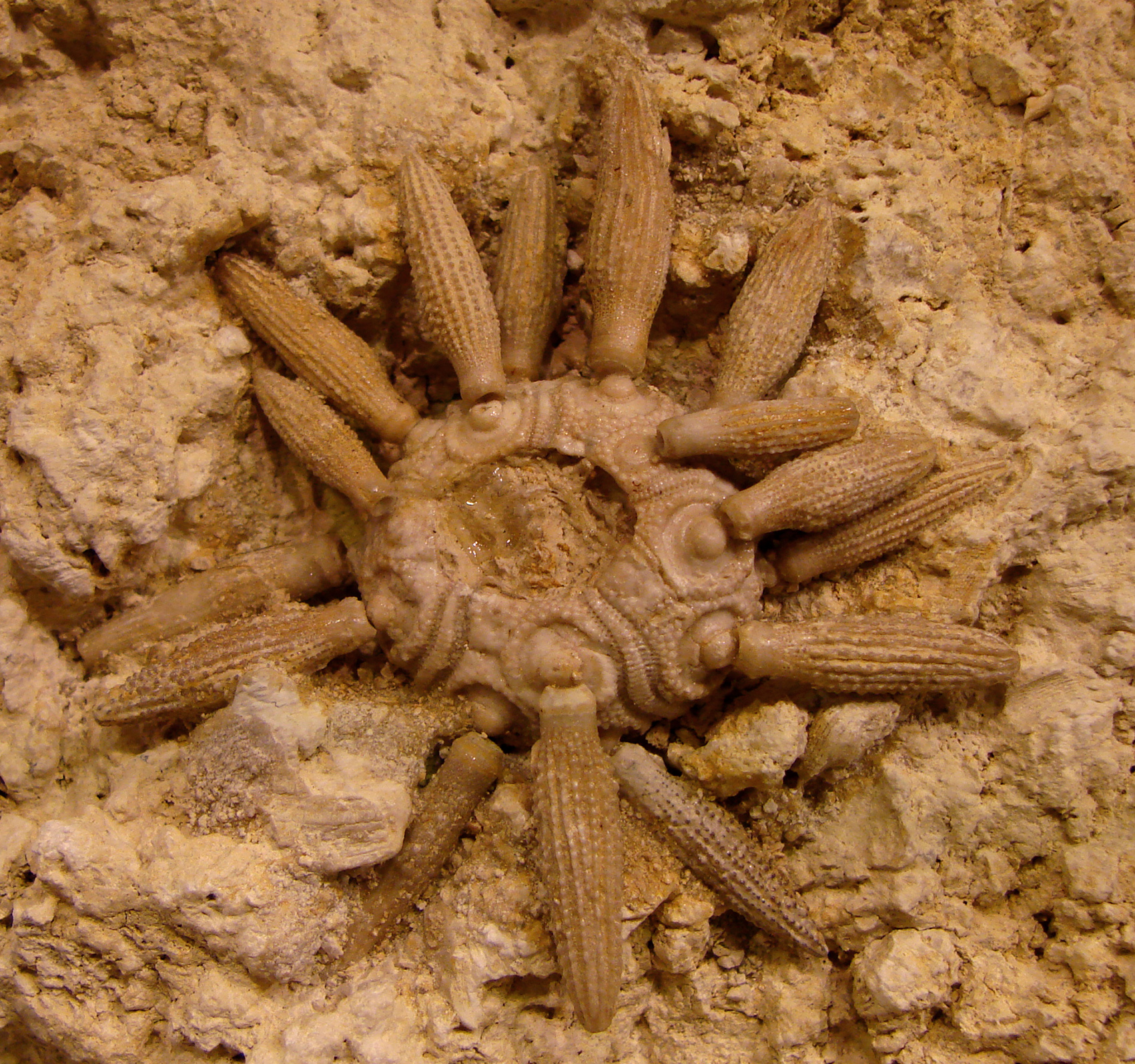
Balanocidaris marginata
(fossile du Kimméridgien).

Ce sont des oursins réguliers : le test (coquille) est arrondi, avec le péristome (bouche) située au centre de la face orale (inférieure) et le périprocte (appareil contenant l'anus et les pores génitaux) à l'opposé, au sommet de la face aborale (supérieure).
- Le signe le plus distinctif de cette famille est la forme généralement exubérante des radioles : celles-ci sont toujours longues et massives, parfois en forme de massues (notamment chez Tylocidaris) arborant des ornementations souvent complexes, et chez certaines espèces (comme Psychocidaris ohshimai) elles sont parcourues de rayons transversaux permettant l'agrégation de matière pour former d'énormes boules, dont l'utilité n'est pas connue[2].
- Les plaques interambulacraires portent chacune un très gros tubercule primaire monté sur un mamelon massif, et de plus en plus gros vers l'apex. Les tubercules sont le plus souvent non perforés et non crénulés. Les paires de pores sont étroites et connexes[3].

Cette famille est apparue au Jurassique (Pliensbachien) ; il n'en subsiste plus que le genre Psychocidaris, que l'on trouve au Japon et aux Philippines.

## Taxinomie
Selon World Register of Marine Species (19 novembre 2013) : 
- genre Balanocidaris Lambert, 1910a †
- genre Caenocidaris Thiéry, 1928 †
- genre Oedematocidaris Smith & Wright, 1989 †
- genre Psychocidaris Ikeda, 1935 (genre vidé au profit de Tylocidaris)
- genre Roseicidaris Vadet, 1991 †
- genre Sardocidaris Lambert, 1907 †
- genre Tylocidaris Pomel, 1883 -- 1 espèce vivante